# Philippe Rousselot
Philippe Rousselot (Meurthe-et-Moselle, 4 de setembro de 1945) é um diretor de fotografia francês.
Premiado com Oscar de melhor fotografia de 1993 por A River Runs Through It. Foi indicado outras duas vezes por Henry & June em 1991 e Hope and Glory em 1988. Ganhou o BAFTA em 1995 por Interview with the Vampire, além de outras indicações. Dirigiu um filme: The Serpent's Kiss, de 1997.